# Summersville (Kentucky)
Summersville – jednostka osadnicza w Stanach Zjednoczonych, w stanie Kentucky, w hrabstwie Green.